# Львовское (Калининградская область)
Львовское (до 1946 — Гудваллен (нем. Gudwallen)) — посёлок в Озёрском городском округе Калининградской области. Входит в состав Красноярского сельского поселения.

## География
Посёлок расположен в 4 км на запад от Озёрска.

## История
В 1818 году в Гудваллене проживало 114 человек. В 1824 году в Гудваллене был основан конезавод. В 1874 году поместье Гудваллен стало центром вновь образованного сельского округа Гудваллен в районе Даркемен Восточной Пруссии.
После Второй мировой войны в ноябре 1947 года посёлку было присвоено русское название Львовское и он вошёл в состав Отрадновского сельсовета Озерского района. С 1963 по 2008 год населенный пункт был административным центром Львовского сельсовета. С 2008 по 2014 год Львовское входило в состав Красноярского сельского поселения, с 2020 года — в составе Озерского муниципального округа.

## Население
| 1818 | 1863 | 1910 | 1925 | 1933 | 1939 | 2002 |
| ---- | ---- | ---- | ---- | ---- | ---- | ---- |
| 114  | ↗249 | ↗423 | ↗542 | ↘468 | ↗560 | ↗630 |
| 2010 |      |      |      |      |      |      |
| ↘586 |      |      |      |      |      |      |

## Инфраструктура
До 2005 года в посёлке действовала начальная общеобразовательная школа, имеется детский сад № 3. 